# بال‌قاشقیان
بال‌قاشقیان (نام علمی: Nemopteridae) نام یک تیره از راسته بال‌توری‌سانان است.